# قرنفليات
رتبة القرنفليات (باللاتينية: Caryophyllales) رتبة نباتية من ثنائيات الفلقة. تضم هذه الرتبة 33 فصيلة و692 جنساً و حوالي 11155 نوعاً. من أهم فصائلها الفصيلة القرنفلية التي تضم القرنفل والرصاصية التي تضم الغملول.

## من فصائلها
- القرنفلية
  - القليقلاوات
- الرصاصية
- القطيفية
- النداوية (باللاتينية: Droseraceae)